# Matsubara (Familienname)
Matsubara ist ein japanischer Familienname.

## Herkunft und Bedeutung
Der Name in japanischer Schrift 松原 setzt sich zusammen aus 松 matsu („Kiefer“) und 原 hara („Feld, Wiese, Ebene, Wildnis“), bedeutet also in etwa „Ebene der Kiefern“ oder „Kiefernwildnis“.

## Namensträger
- Arisa Matsubara (* 1995), japanische Fußballspielerin
- Hiroki Matsubara (* 1973), japanischer Fußballspieler
- Hisako Matsubara (* 1935), japanische Schriftstellerin
- Jin Matsubara (* 1956), japanischer Politiker
- Ken Matsubara (* 1993), japanischer Fußballspieler
- Ken’ichi Matsubara (* 1934), japanischer Molekularbiologe
- Matsubara Kiyomatsu (1907–1968), japanischer Zoologe und Meeresbiologe
- Kō Matsubara (* 1996), japanischer Fußballspieler
- Miki Matsubara (1959–2004), japanische Sängerin, Liedtexterin und Komponistin
- Naoko Matsubara (* 1937), japanisch-kanadische Grafikerin
- Shūhei Matsubara (* 1992), japanischer Fußballspieler
- Sōta Matsubara (* 2002), japanischer Fußballspieler
- Sumire Matsubara (* 1990), japanische Filmschauspielerin, Sängerin und Model
- Tadaaki Matsubara (* 1977), japanischer Fußballspieler
- Takehisa Matsubara (* 1937), japanischer Politiker, 1997–2009 Bürgermeister von Nagoya
- Takeo Matsubara (1921–2014), japanischer theoretischer Physiker und Hochschullehrer
- Yoshika Matsubara (* 1974), japanischer Fußballspieler
- Yūki Matsubara (* 1988), japanischer Fußballspieler
- Yūji Matsubara (* 1979), japanischer Rugby-Union-Spieler